# Prosevania wittei
Prosevania wittei är en stekelart som beskrevs av Pierre L. G. Benoit 1951. Prosevania wittei ingår i släktet Prosevania och familjen hungersteklar. Inga underarter finns listade i Catalogue of Life.